# Mike Gioulakis
Mike Gioulakis est un directeur de la photographie.

## Filmographie

### Longs métrages
- 2008 : The Book of Caleb de Matthew von Manahan
- 2011 : Bad Fever de Dustin Guy Defa
- 2012 : John Dies at the End de Don Coscarelli
- 2012 : Pearblossom Hwy de Mike Ott
- 2014 : It Follows de David Robert Mitchell
- 2014 : Lake Los Angeles de Mike Ott
- 2016 : Split de M. Night Shyamalan
- 2018 : Under the Silver Lake de David Robert Mitchell
- 2019 : Glass de M. Night Shyamalan
- 2019 : Us de Jordan Peele
- 2021 : Old de M. Night Shyamalan
- 2021 : Dans les yeux de Tammy Faye (The Eyes of Tamy Faye) de Michael Showalter
- 2023 : Reptile de Grant Singer
- 2024 : Primitifs (Sasquatch Sunset) de David Zellner et Nathan Zellner
- 2025 : Flowervale Street de David Robert Mitchell

### Courts métrages
- 2005 : A Twist of Comfort
- 2005 : The Vendors
- 2006 : Danny Boy
- 2006 : Victoria
- 2007 : Family Night
- 2008 : Holy Sapien
- 2008 : Mojado
- 2009 : Gargoyle
- 2009 : Plus One
- 2009 : June
- 2010 : Worn
- 2011 : Toolbox Bandit
- 2012 : Music School
- 2012 : Pizza Time
- 2012 : Brian Ron: Artist
- 2012 : Angel
- 2013 : Dolphin PSA
- 2013 : Angst
- 2013 : Baby Bleed
- 2014 : The High Five (documentaire)
- 2014 : Oh God
- 2014 : Travellers
- 2015 : Lancaster, CA (documentaire)
- 2015 : Review
- 2016 : Holler
- 2016 : Stock Show(documentaire)
- 2017 : California Dreams (documentaire)
- 2017 : ESPN 30 for 30: Bump, Spike (documentaire)
- 2019 : Fiction/Non-Fiction (documentaire)